# Rebekka Fleming

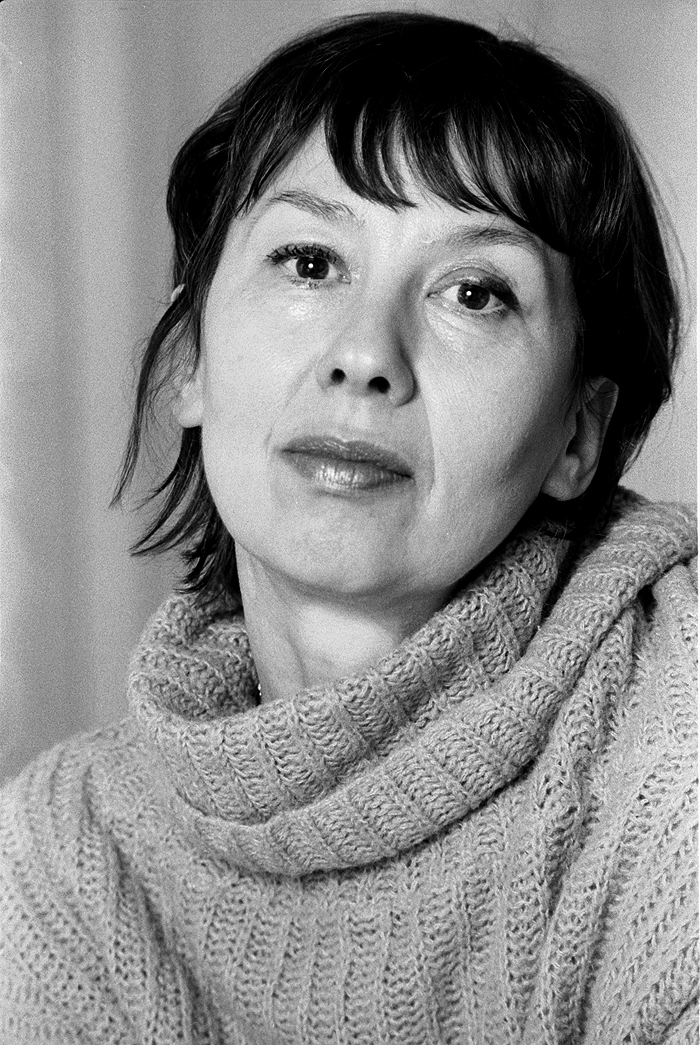
Rebekka Fleming im Oktober 1996

Rebekka Fleming (* 31. Mai 1944 als Anita Karsch in Bad Kreuznach; † 10. April 2014 in Berlin) war eine deutsche Schauspielerin.

## Leben
Den Beruf der Schauspielerin erlernte Rebekka Fleming an der Schauspielschule Bochum und anschließend im Schauspielhaus Bochum. Danach war sie an vielen Theatern engagiert, unter anderem trat sie im Burgtheater (Wien) und im Staatstheater Darmstadt auf.
Fleming wirkte in mehreren Kino- und Fernsehfilmen/-serien mit, so in Bella Block, Albumblätter, Taunusrausch (1981) und Pretty Mama (2009). In der Kinderserie Schloss Einstein verkörperte Fleming in den Folgen 2–480 die Rolle der Lehrerin Marianne Gallwitz.
Rebekka Fleming starb im Alter von 69 Jahren im April 2014 und wurde auf dem Friedhof in Tempelhof begraben.

## Filmografie
- 1976: Inspektion Lauenstadt (Fernsehserie, Folge: Der Kompagnon)
- 1998: Stadtklinik (Fernsehserie, 1 Folge)
- 1998–2007: Schloss Einstein (Fernsehserie, 315 Folgen)
- 1999: Aimée & Jaguar
- 1999: Gute Zeiten, schlechte Zeiten (Fernsehserie, 1 Folge)
- 2007: Mondkalb
- 2008: Unschuldig (Fernsehserie, 1 Folge)
- 2009: Pretty Mama